# Tréglonou
Tréglonou (bretonisch Treglonoù) ist eine französische Gemeinde im Nordwesten der Bretagne im Département Finistère mit 689 Einwohnern (Stand 1. Januar 2022).

## Geografie
Tréglonou befindet sich an einer tief einschneidenden Bucht etwas abseits der offenen Atlantikküste. Brest liegt 18 Kilometer südlich und Paris etwa 500 Kilometer östlich.

## Verkehr
Bei Brest gibt es die nächsten Abfahrten an den Schnellstraßen E 50 Richtung Rennes und E 60 Richtung Nantes. Der Bahnhof von Brest ist Endpunkt von Regionalzügen und des TGV Atlantique nach Paris. 15 Kilometer südlich der Gemeinde bei Brest befindet sich der Regionalflughafen Aéroport de Brest Bretagne.

## Bevölkerungsentwicklung
| Jahr                       | 1962 | 1968 | 1975 | 1982 | 1990 | 1999 | 2010 | 2017 |
| Einwohner                  | 454  | 381  | 384  | 445  | 494  | 192  | 600  | 670  |
| Quellen: Cassini und INSEE |      |      |      |      |      |      |      |      |

## Sehenswürdigkeiten

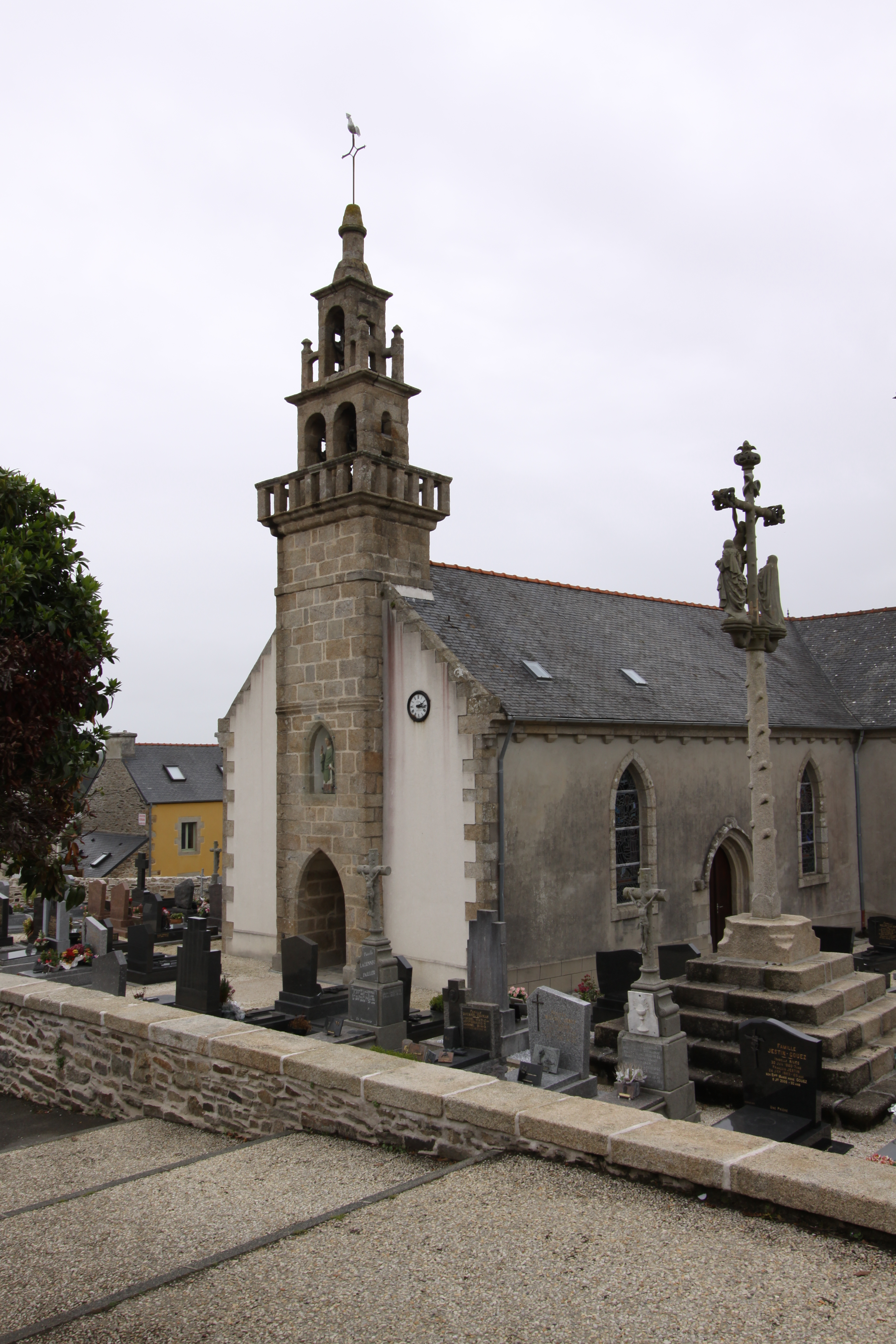
Kirche Saint-Pol-Aurélien

- Kirche Saint-Pol-Aurélien